# Claye-Souilly
Pour les articles homonymes, voir Claye.
Claye-Souilly [klɛ suji]  est une commune française située dans le département de Seine-et-Marne, en région Île-de-France.

## Géographie

### Localisation
La commune fait partie de l'immense plateau s'étendant des hauteurs de Dammartin-en-Goële et Montgé-en-Goële au nord à celles de Lagny-sur-Marne et Vaujours au sud.

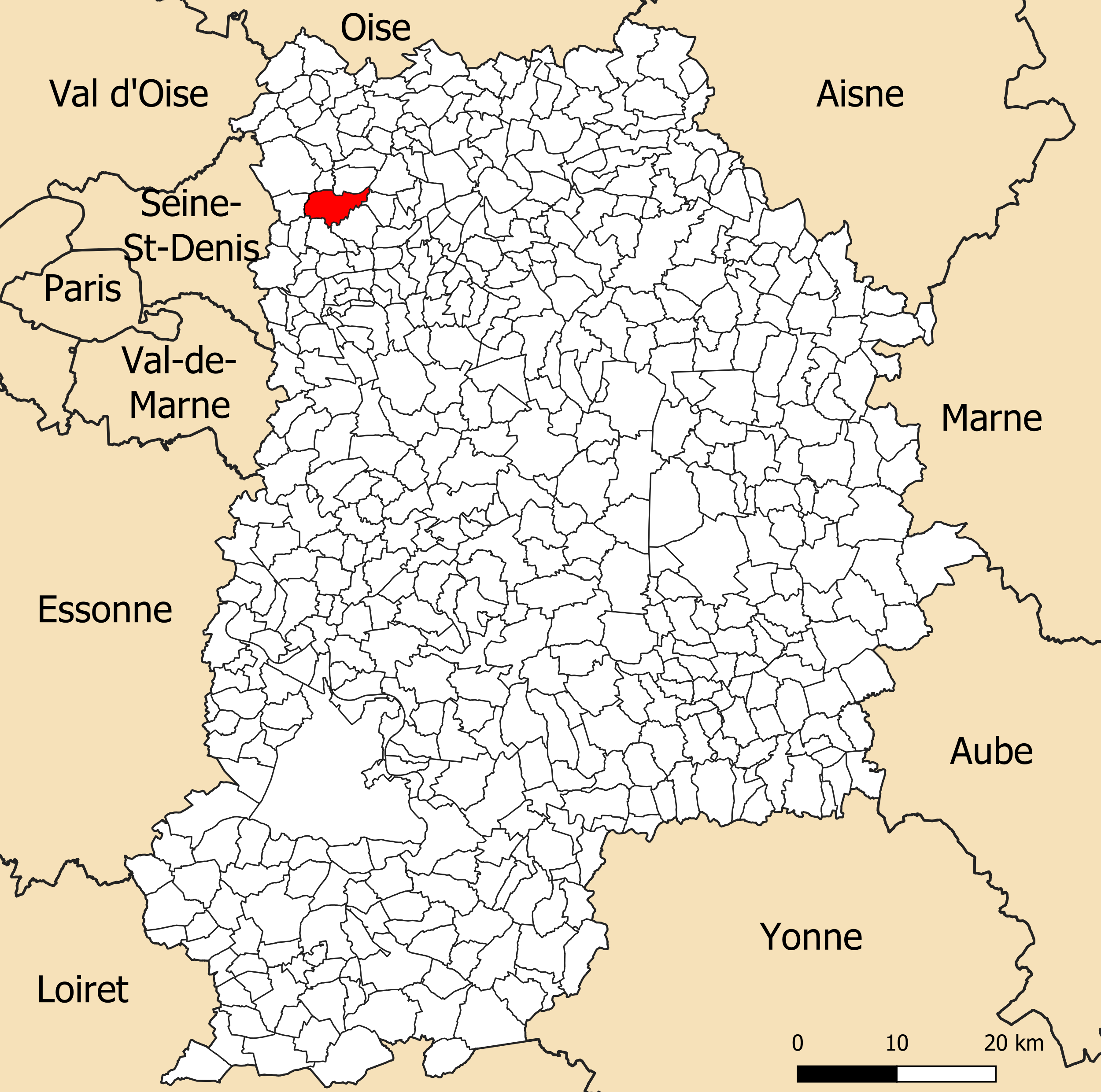
Localisation de la commune de Claye-Souilly dans le département de Seine-et-Marne.

Le territoire de la commune est limitrophe de ceux de neuf communes :
| Mitry-Mory   | Gressy, Messy | Charny            |
| Villeparisis | Claye-Souilly | Fresnes-sur-Marne |
| Le Pin       | Villevaudé    | Annet-sur-Marne   |

### Hydrographie
Le système hydrographique de la commune se compose de neuf cours d'eau référencés :
- la rivière Beuvronne, longue de 23,9 km[1], affluent en rive droite de la Marne, longe la ville de nord au sud ;
  - la Reneuse (ou ruisseau la reneuse), longue de 5,32 km[2], et ;
  - le ru Botteret, long de 2,26 km[3], affluents de la Beuvronne ;
  - le bras 01 de la Commune de Claye-Souilly, 2,26 km[4], et ;
  - le fossé de Montigny, canal de 3,29 km[5], et ;
  - le cours d'eau 01 de l'Eau Raide, 2,61 km[6], qui confluent avec la Beuvronne ;
- le canal de l'Ourcq qui fournissait jusqu'à la fin du XIXe siècle de l'eau potable aux Parisiens. La navigation y est autorisée ;
  - le cours d'eau 01 de la Commune de Claye-Souilly, long de 2,70 km[7], qui conflue avec le Canal de l'Ourcq ;
    - le fossé 02 de la Commune de Claye-Souilly, canal de 2,67 km[8] ;

Par ailleurs, son territoire est également traversé par l'aqueduc de la Dhuis.

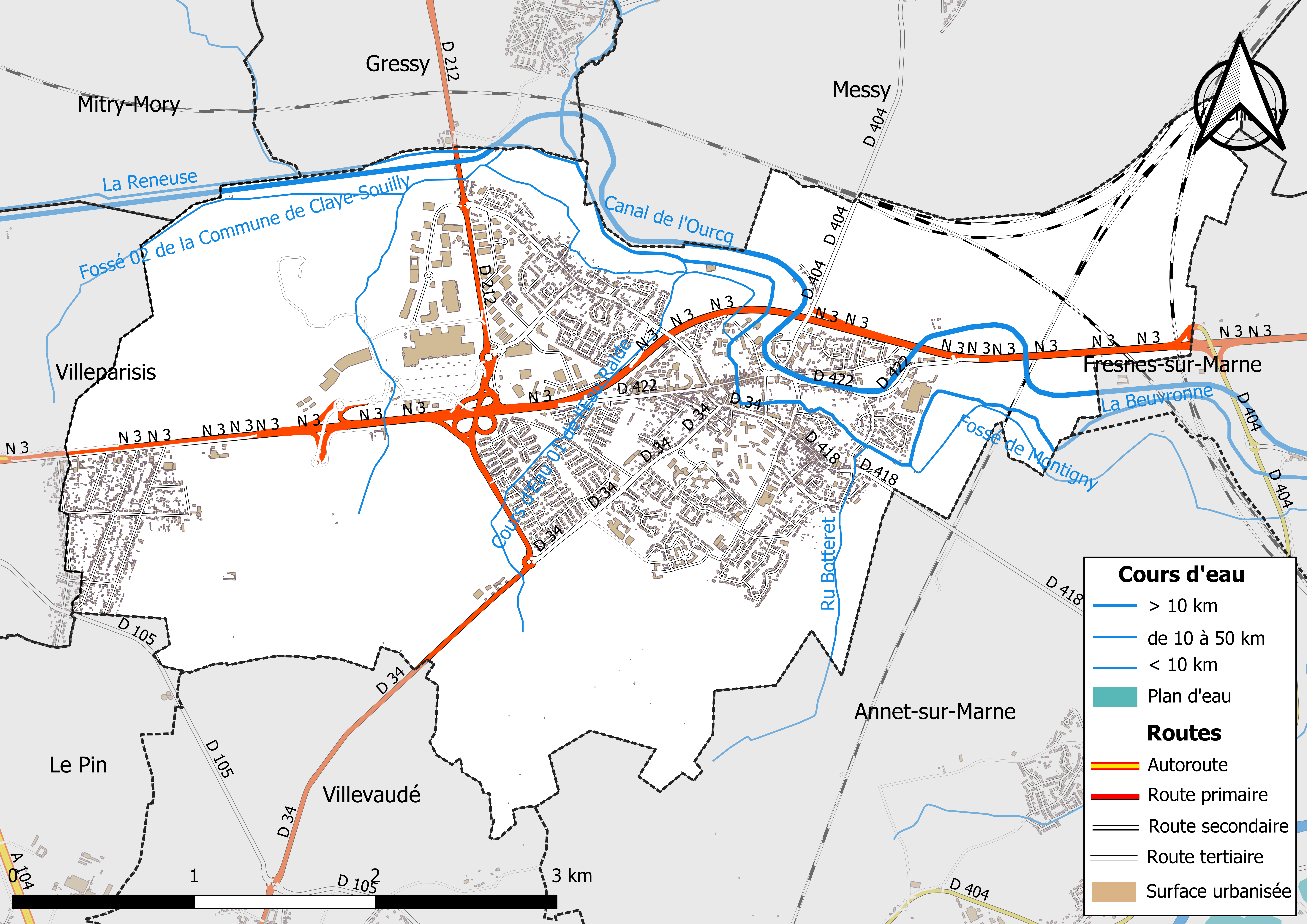
Carte des réseaux hydrographique et routier de Claye-Souilly.

La longueur linéaire globale des cours d'eau sur la commune est de 22,21 km.

#### Traitement des eaux
L'alimentation en eau de la commune est assurée par le syndicat intercommunal de la région Tremblay-en-France/Claye-Souilly à partir de l’usine régionale de production d’eau potable située dans la commune d’Annet-sur-Marne.
Hormis le lotissement de Bois Fleuri, rattaché à la station intercommunale de Villeparisis, le traitement des eaux usées est assuré par les deux stations d’épuration présentes sur le territoire communal :
- la nouvelle station d'épuration de Voisins nommée « Recycl'eau », inaugurée en 2011, traitant les eaux usées de 14 000 équivalent-habitants, intégrant de nombreuses normes de haute qualité environnementale et utilisant la technologie membranaire Ultrafor. Cette technologie permet d’obtenir une « eau qualité baignade », préservant la Beuvronne dans laquelle les eaux traitées seront rejetées[10] ;
- la station d'épuration de Souilly, d’une capacité de 5 200 équivalent-habitants et qui accueille une plateforme de stockage des boues chaulées ; avec un jardin filtrant évitant l’utilisation de produits physico-chimiques, la désodorisation de cet équipement étant totalement biologique[11].

### Géologie et relief
Le sol de la commune est un sol argilo-calcaire en grande partie et argilo-siliceux, le territoire de la commune étant situé dans le support de calcaire dit « de Saint-Ouen », calcaire grossier comportant des intercalations de marnes.
L'ensemble fait partie du bassin parisien, ensemble géologique d'origine sédimentaire relativement homogène.
La commune est classée en zone de sismicité 1, correspondant à une sismicité très faible.

### Voies de communication et transports

#### Voies routières
Les axes routiers de communication principaux de la ville sont la route départementale 34, la route départementale 212 et la route nationale 3.
La route nationale 3 traverse la ville d'est en ouest. Vers l'est, elle traverse la campagne seine-et-marnaise jusqu'à la ville de Meaux et vers l'ouest, elle se dirige vers l'agglomération parisienne et l'échangeur avec l'A104 au niveau de Villeparisis. Cette route était autrefois un passage obligé pour les voyageurs allant vers l'est ou vers l'Allemagne jusqu'à la construction de l'autoroute A4.
La route départementale 212 traverse la zone commerciale et permet d'atteindre l'aéroport de Paris-Charles-de-Gaulle en une dizaine de minutes.
La route départementale 34 constitue le prolongement de la D 212 vers le sud. Elle borde la forêt régionale de Claye-Souilly et continue vers le sud-ouest à travers la commune voisine de Villevaudé.
L'axe de communication majeur qu'est l'autoroute A104 ne se situe pas dans le territoire communal mais le borde à l'ouest. Cet axe permet de relier la commune à de nombreuses destinations majeures comme la ville nouvelle de Marne-la-Vallée au sud ou au parc des expositions de Paris-Nord Villepinte au nord-ouest.

#### Transports en commun
La gare la plus proche de Claye-Souilly est la gare de Mitry - Claye, située sur la commune voisine de Mitry-Mory. Elle permet de rejoindre Paris en vingt-huit minutes, et est accessible par les lignes de bus 2129 (9) et 2120 du réseau de bus Roissy Est.
La ligne 4 du réseau de bus Apolo 7 permet de rejoindre la gare de Chelles - Gournay.
Plusieurs réseaux de bus traversent et desservent la ville. Le réseau de bus Roissy Est est celui qui comporte le plus de lignes, à savoir six :
- la ligne 2128 (8) rallie la gare de Bondy à l'église de Claye-Souilly
- la ligne 2129 (9) permet de relier Claye-Souilly aux gares de Meaux et de Mitry-Claye ;
- la ligne 2168 va du quartier du Bois-Fleuri jusqu'à la gare de Mitry - Claye ;
- la ligne 2130 relie Charny à la gare de Mitry - Claye ;
- la ligne 2120 part du cimetière communal et rejoint également la gare de Mitry - Claye ;
- la ligne 2169 raccorde la gare routière de Charny à la mairie de Claye-Souilly.

La ligne de bus Express 20 du réseau de bus Meaux et Ourcq dessert la ville tout en desservant l'aéroport de Paris-Charles-de-Gaulle et la gare de Meaux.
Le réseau de bus de Marne-la-Vallée est présent dans la ville à travers la ligne 2291 (ex 15) qui joint la mairie à la gare de Lagny - Thorigny.
La ligne 4 du réseau Apolo 7 relie quant à elle la gare de Chelles - Gournay au centre commercial et à la mairie de Claye - Souilly.

### Climat
Pour des articles plus généraux, voir Climat de l'Île-de-France et Climat de Seine-et-Marne.
En 2010, le climat de la commune est de type climat océanique dégradé des plaines du Centre et du Nord, selon une étude du CNRS s'appuyant sur une série de données couvrant la période 1971-2000. En 2020, Météo-France publie une typologie des climats de la France métropolitaine dans laquelle la commune est exposée à un climat océanique altéré et est dans une zone de transition entre les régions climatiques « Sud-ouest du bassin Parisien » et « Nord-est du bassin Parisien ».
Pour la période 1971-2000, la température annuelle moyenne est de 11,3 °C, avec une amplitude thermique annuelle de 15 °C. Le cumul annuel moyen de précipitations est de 705 mm, avec 10,4 jours de précipitations en janvier et 7,6 jours en juillet. Pour la période 1991-2020, la température moyenne annuelle observée sur la station météorologique la plus proche, située sur la commune de Torcy à 11 km à vol d'oiseau, est de 12,1 °C et le cumul annuel moyen de précipitations est de 716,4 mm,. Pour l'avenir, les paramètres climatiques de la commune estimés pour 2050 selon différents scénarios d'émission de gaz à effet de serre sont consultables sur un site dédié publié par Météo-France en novembre 2022.

### Milieux naturels et biodiversité
L’inventaire des zones naturelles d'intérêt écologique, faunistique et floristique (ZNIEFF) a pour objectif de réaliser une couverture des zones les plus intéressantes sur le plan écologique, essentiellement dans la perspective d’améliorer la connaissance du patrimoine naturel national et de fournir aux différents décideurs un outil d’aide à la prise en compte de l’environnement dans l’aménagement du territoire.
Le territoire communal de Claye-Souilly comprend deux ZNIEFF de type 1,, 
« Les Fosses Malore » (98,59 ha), couvrant 3 communes du département ;
et la « vallée de la Beuvronne entre Claye-Souilly et Fresnes-sur-Marne » (106,42 ha), couvrant 3 communes du département
et un ZNIEFF de type 2,, 
la « vallée de la Marne de Coupvray à Pomponne » (3 619,57 ha), couvrant 17 communes du département.

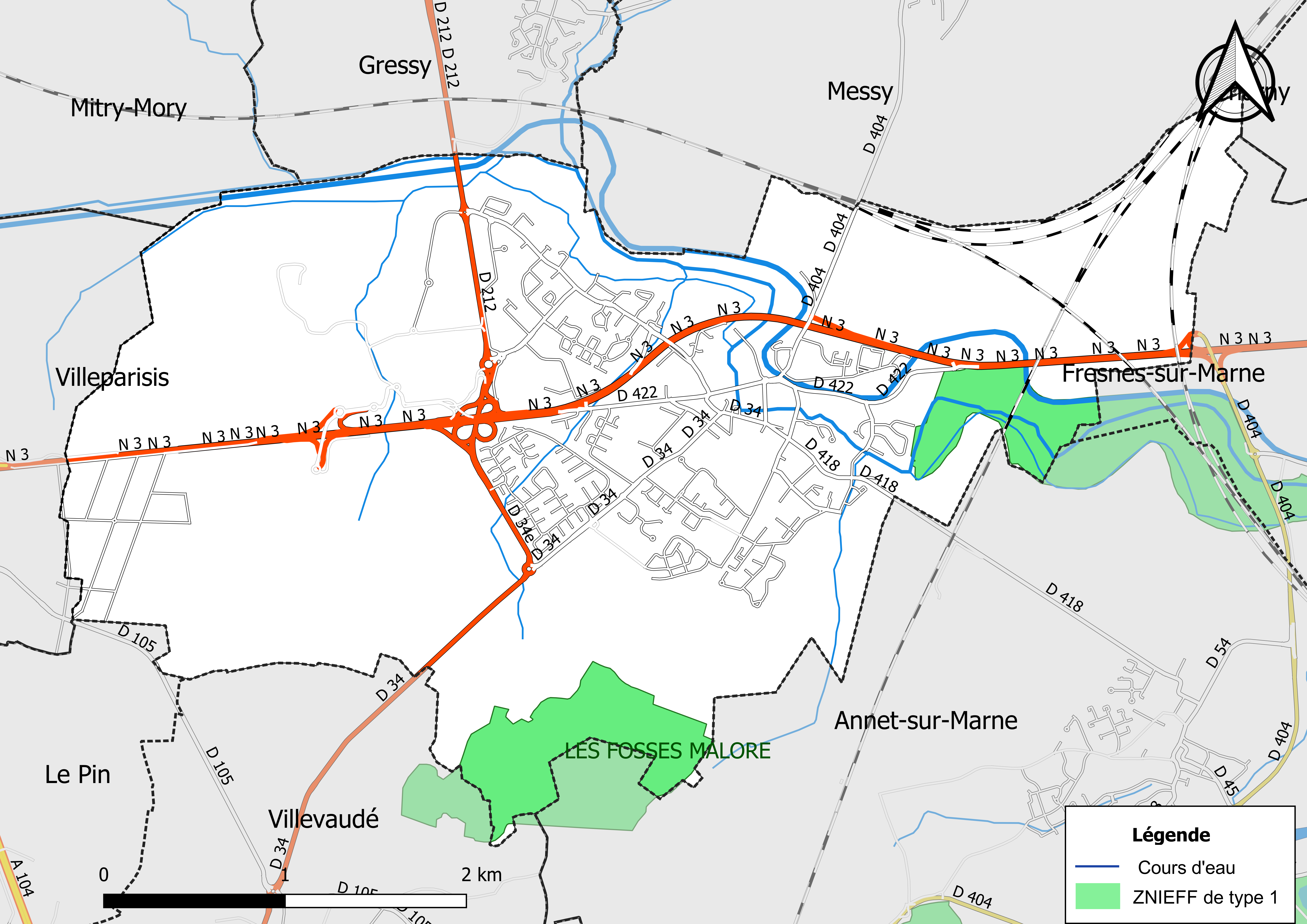
Carte des ZNIEFF de type 1 de la commune.
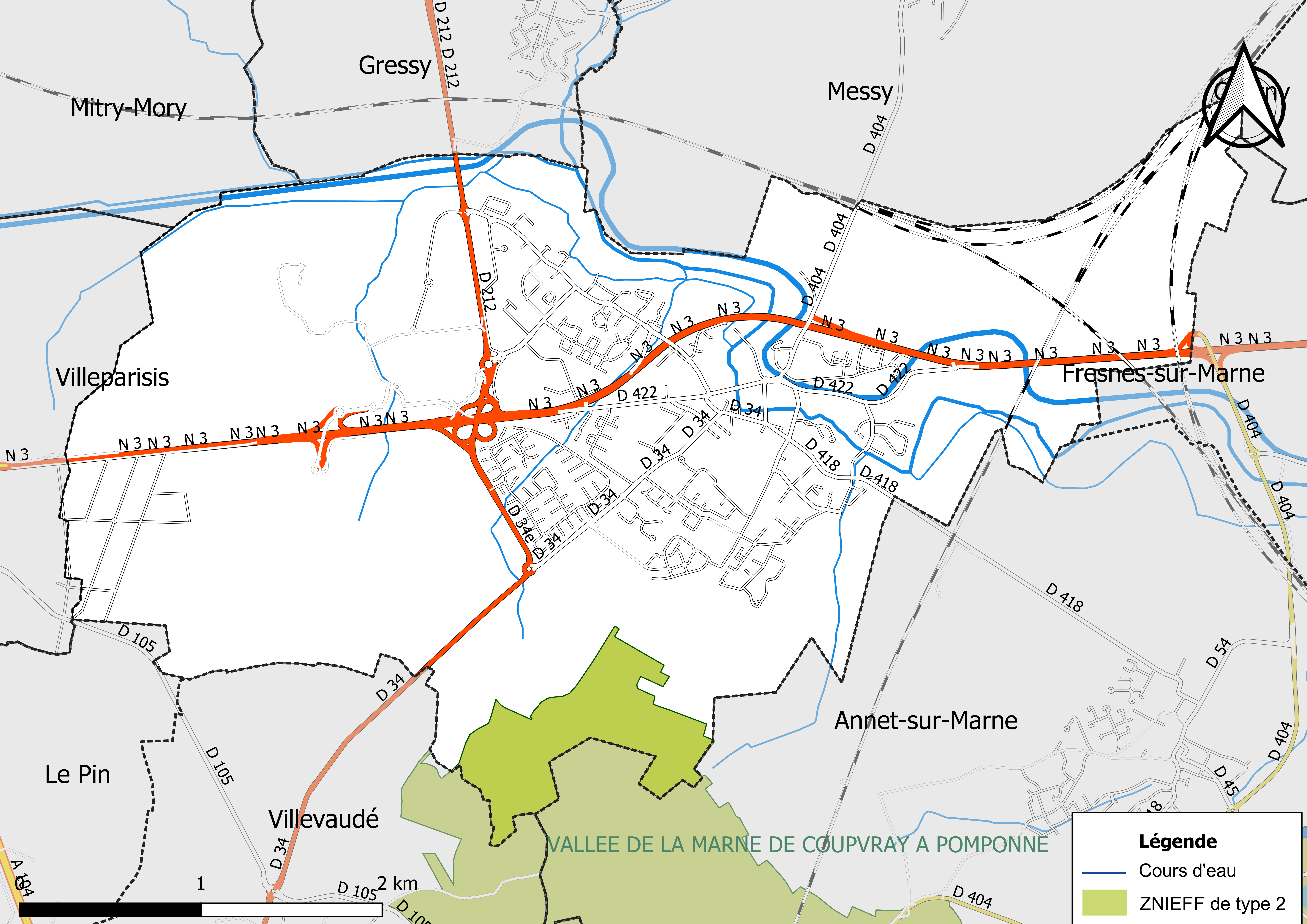
Carte des ZNIEFF de type 2 de la commune.

### Environnement
La qualité de l’air à Claye-Souilly est apparentée à celle de la couronne de la frange de l’agglomération parisienne. Cette qualité est très variable et parfois médiocre. La principale source de pollution atmosphérique et de nuisance sonore émane de la circulation routière et aérienne. Les grandes voies de communication routières comme la RN 3 ou l'A104, longeant l'ouest de la commune génèrent certaines nuisances tout en portant atteinte à la qualité de l'air. Les pollutions liées aux activités industrielles sont assez rares, les industries existantes dans la ville n'étant pas éminemment polluantes.
La qualité de l'eau et du sol dans la commune sont très bonnes et la ville de Claye-Souilly ne compte pas sur son territoire de sites inventoriés comme étant pollués. La situation s'est notablement améliorée pour la Beuvronne, qui, il y a de nombreuses années était considérée comme ayant des eaux de mauvaise qualité, grâce notamment aux rénovations et importants travaux qu'ont connu les stations d'épuration de la commune ces dernières années.
La commune valorise le biogaz de la décharge (site de stockage de déchets non dangereux) comme source d'énergie. Le centre de stockage de déchets de Claye-Souilly est le plus grand de France, la production de biogaz est d'environ 17 000 m3 par heure dans ce centre.
Le tri sélectif est opérationnel sur la commune depuis 1999.

## Urbanisme

### Typologie
Au 1er janvier 2024, Claye-Souilly est catégorisée centre urbain intermédiaire, selon la nouvelle grille communale de densité à sept niveaux définie par l'Insee en 2022.
Elle appartient à l'unité urbaine de Claye-Souilly, une unité urbaine monocommunale constituant une ville isolée,. Par ailleurs la commune fait partie de l'aire d'attraction de Paris, dont elle est une commune de la couronne,. Cette aire regroupe 1 929 communes,.

### Occupation des sols
En 2018, le territoire de la commune se répartit en 29 % de forêts, 25 % de terres arables, 24,8 % de zones urbanisées, 15,4 % de zones industrielles commercialisées et réseaux de communication, 3,1 % de mines, décharges et chantiers, 2 % de milieux à végétation arbusive et/ou herbacée et 0,8 % de prairies.

### Morphologie urbaine
Il existe six quartiers à Claye-Souilly : Claye, Souilly, Mauperthuis (quartier pavillonnaire), Voisins, Bois-Fleuri (partagé entre Claye-Souilly et Villeparisis) et la zone commerciale qui est le cœur économique de la ville.
Seul un tiers de la commune est urbanisé. Le reste du territoire communal est occupé par le bois de Claye, le bois des Meuniers, les Petits Bois et de nombreuses étendues de champs.

#### Claye et Souilly
Claye est le quartier principal de la ville. Les deux principales artères de Claye-Souilly (l'avenue Pasteur et la rue Jean-Jaurès) y passent. On trouve beaucoup d'infrastructures sportives et culturelles dans ce quartier comme le parc Buffon, la salle André-Malraux, le conservatoire, la Planète Oxygène, la salle polyvalente. On trouve des logements HLM à proximité du collège des Tilleuls, de la rue de la Solidarité et de la rue Victor-Hugo.
Petit village de 209 habitants en 1790, Souilly a très vite évolué, surtout lorsqu’il a été rattaché à Claye en 1839 après beaucoup de discussions et de conflits. Aujourd'hui, c'est un quartier résidentiel relié à Claye par la rue du 8 mai 1945. Souilly n'a ni école ni église, toutes les deux ayant été détruites depuis longtemps. Il subsiste, toutefois, le cimetière qui épaule grandement l'ancien de Claye.

#### Mauperthuis
Mauperthuis est un quartier résidentiel constitué de maisons individuelles. Il a été créé dans les années 1970. On y trouve une école primaire et une petite zone commerciale.

#### Voisins
Voisins est l'un des plus vieux quartier de Claye-Souilly. Il est constitué de deux rues principales (la rue Fleury et la rue de Voisins) avec une circulation en sens unique et des trottoirs étroits, et de plusieurs petites rues avec des maisons ayant pour la plupart une cour intérieur. C'est dans ce quartier qu'est né en 1839 Eugène Varlin, dans une maison de la rue Berthe, rue qui aujourd'hui porte son nom.

#### Bois-Fleuri
Bois-Fleuri fut créé en 1929 mais fut déclaré par l'administration zone incurable car trop marécageuse. Des travaux eurent lieu à partir de 1952. Des logements furent irrégulièrement construits mais les permis de construire étaient accordés par pure dérogation. C'est en 1965 que Bois-Fleuri a été classé comme lotissement « d'habitations ». Les travaux se poursuivirent, en 2004 Bois-Fleuri a été raccordé au réseau d'eaux usées de l'usine de Villeparisis et en 2005 les trottoirs sont aménagés. Aujourd'hui Bois-Fleuri est un hameau d'habitations jouxtant la nationale 3 au nord et disposant d'une mairie annexe, d'une école primaire et maternelle et d'une maison des associations.

### Logement
En 2007, 4 489 logements étaient recensés à Claye-Souilly, dont 4274 résidences principales soit 91,7 % du total. Les logements clayois se caractérisent par leur grandeur puisque 45,6 % d'entre eux possèdent 5 pièces ou plus. La plupart de ces logements sont des maisons (64,3 %), contre seulement 35,3 % d'appartement. Une grande partie des Clayois sont propriétaires de leur logement (67,1 %), seul 30,1 % sont locataires.
| Résidences principales selon le nombre de pièces en 1999 et en 2007. |      |      |      |      |
|                                                                      | 2007 | %    | 1999 | %    |
| Ensemble                                                             | 4274 | 100  | 3613 | 100  |
| 1 pièce                                                              | 237  | 5.5  | 216  | 6.0  |
| 2 pièces                                                             | 495  | 11.6 | 329  | 9.1  |
| 3 pièces                                                             | 669  | 15.7 | 561  | 15.5 |
| 4 pièces                                                             | 924  | 21.6 | 899  | 24.9 |
| 5 pièces ou plus                                                     | 1948 | 45.6 | 1608 | 44.5 |

| Types de logements en 1999 et en 2007. |      |      |      |      |
|                                        | 2007 | %    | 1999 | %    |
| Maisons                                | 2889 | 64,3 | 2722 | 69.1 |
| Appartements                           | 1585 | 35.3 | 1131 | 28.7 |

| Résidences principales selon le statut d'occupation |        |      |                     |
|                                                     | Nombre | %    | Nombre de personnes |
| Ensemble                                            | 4274   | 100  | 10944               |
| Propriétaire                                        | 2868   | 67.1 | 7785                |
| Locataire                                           | 1287   | 30.1 | 2869                |
| Logé gratuitement                                   | 118    | 2.8  | 289                 |

En 2013, le nombre total de logements dans la commune était de 4 837 (dont 59,9 % de maisons et 39,4 % d’appartements).
Parmi ces logements, 94,8 % étaient des résidences principales, 1,1 % des résidences secondaires et 4,1 % des logements vacants.
La part des ménages propriétaires de leur résidence principale s’élevait à 65,9 %.

## Toponymie
Claye est mentionné sous les formes Claio Vico au VIIe siècle ; Cloia en 1135 ; Cloya en 1265 ; G. de Cloyes en 1265 ; Cloia en 1270 ; Claie en 1299 ; Le bois de Cloye en 1373 ; Clayes en 1521 ; Cloye en 1548 ; Cloye en France en 1578.

L'origine du nom « Claye » est celte et viendrait de Cloia, mais une version populaire voudrait qu'il vienne du mot claies, désignant des raquettes en osier tressées dont se servaient les habitants pour se déplacer dans les terrains marécageux qui entouraient la ville.
Souilly est mentionné sous les formes Solliacum en 1257 ; Soilliacum et Souilliacum en 1258 ; Suilliacum en 1259 ; Souiglli en 1262 ; Soulli en 1296 ; Soilly emprès Cloie en 1296 ; Soilliacum juxta Cloyam en 1323 ; Soully en 1346 ; Soulley près de Mori en 1490 ; Sculiacum au XVe siècle ; Seully en 1520 ; Sully ; Seuilly, Souilley en 1597 ; Soully en France en 1686,.
 
Le nom de « Souilly » vient de Solliacum ou Soullacium, nom de domaine gallo-romain d'un certain Sollius ou Soullius.
Commune formée des deux anciennes paroisses de Claye et de Souilly, réunies par une loi du 29 juillet 1839. Le 21 février 1840, la commune de Souilly est rattachée à la commune de Claye. La nouvelle commune prend le nom de « Claye-Souilly ».

## Histoire
L'origine celtique du nom de Claye indique que le lieu est habité depuis une époque très reculée.
Claye était habité sous les premiers rois francs et sous les Mérovingiens on frappait la monnaie à Claye. Des monnaies mérovingiennes ont été trouvées, dont un spécimen agrémentait la collection numismatique du vicomte d'Amécourt.

### Moyen Âge
On ne trouve pas de trace de Claye dans les manuscrits avant le début du XIIe siècle. Vers 1135 le chapitre de la cathédrale de Meaux y installe des chanoines réguliers. Au XIIe siècle on trouve à Claye un prieuré tenu par deux religieux, deux seigneuries distinctes et un château construit sur la Beuvronne appartenant aux seigneurs de Châtillon.
L'une des seigneuries appartient à la famille des Courtenay. Robert de Courtenay, Grand bouteiller de France, fils de Pierre de France, est en 1177 seigneur de Champignelles et de Claye. Ses fils Jean, archevêque de Reims, et Guillaume lui succèdent.
L'autre seigneurie, comprenant le château fort, appartient aux membres d'une illustre famille : les Châtillon, seigneurs de Montjay-la-Tour.
En 1225, le seigneur de Châtillon fait construire une chapelle dans l'enceinte du château qu'il donne à l'abbaye de Chaâge à Meaux. En 1260, le fief de Claye qui était réuni à celui de Montjay-la-Tour en fut séparé, occasionnant les protestations de l'évêque de Paris, Renaud III Mignon de Corbeil, qui recevait une rente de 20 livres de chacun des 2 fiefs.
Durant la guerre de Cent Ans, Claye et la région sont plusieurs fois dévastées, en particulier en 1358 lors de la guerre des Jacques puis après la paix de Bicêtre, en 1411, lorsque les compagnies d'aventuriers français, espagnols et italiens des capitaines Polifer et Rodrigo s'établissent à Claye. D'après Juvénal des Ursins, après avoir pillé la région on leur donna la chasse, les deux chefs furent capturés ainsi qu'une centaine de leurs hommes. Leurs chefs, Polifer et Rodrigo, furent pendus à Paris avec une trentaine de leurs compagnons. On jeta les autres à l'eau, à l'exception de ceux qui avaient moins de quinze ans, qu'on se contenta de faire fouetter dans les carrefours et de bannir ensuite du royaume.
En 1418, le château fort de Claye appartient à Guillaume vicomte d'Ay (aussi écrit d'Acy, mais ce n'est pas Acy-en-Multien), seigneur de Mareil, Claye et Souilly. Il passe par alliance à la famille du Drac, originaire de Picardie, à l'occasion du mariage de sa fille Jacquette/Jacqueline, vicomtesse d'Ay, avec Jean I du Drac, président au Parlement de Paris. En 1439, Claye appartient aux fils de ce dernier, Philippe, Gérard et Jean qui devient, en 1459, évêque de Meaux. C'est ce dernier qui fait reconstruire le château.
En 1460, la construction est à peine achevée, quand une inondation subite de la Marne fait grossir la Beuvronne, dont les eaux emportent toutes les maçonneries de la façade. Selon Jean de Troyes, deux tours neuves renfermant des chambres avec des murs couverts de nattes du Levant et richement garnis de meubles, de lits et de tapisseries sont détruites.
À la mort de l'évêque de Meaux, en 1473, le château de Claye passe à son neveu Jacques, conseiller au Parlement de Paris et fils de Gérard du Drac. À sa mort, il est partagé entre ses deux enfants, Pierre et Jacques chanoine de Chartres.
En 1519, la seigneurie appartient à Louis Anjorrant, époux de Marguerite du Drac puis la seigneurie se divise encore entre les Anjorrant et les Tyssart (Jeanne/Anne Anjorrant épouse en 1614 Daniel Tissart),. Les Anjorrant en obtiennent un quart mais tous leurs droits féodaux sont attachés au château du Drac. Ils prennent la qualité de seigneur châtelain de Claye ou de coseigneur de père en fils, alors que les Tissart s'attribuent les mêmes titres et possèdent leur propre château, reste d'un domaine royal engagé plusieurs siècles auparavant.

### Époque moderne
Lors des guerres de Religion, Claye est un grand centre de propagation du calvinisme, les Tyssart étant une famille huguenote. Lors du siège de Paris en 1590, le château de Claye est l'enjeu de combats entre les royalistes du roi Henri et les ligueurs du duc de Mayenne. Ces derniers, qui emportent finalement la bataille, s'y retranchent.
En 1591, le chevalier de La Noue s'en empare pour le compte du roi de Navarre, forçant la garnison du parti de la Ligue, forte de 70 hommes, à se réfugier à Meaux.
Le 6 novembre 1592, le comte de Chailly, chef ligueur, bat les troupes royales, s'empare du village, le pille puis le brûle ainsi que l'église Saint-Étienne, qui devait servir de temple aux protestants. Le château, pris également, est démoli.
Vers 1624, Daniel Tissart, devient seigneur des trois-quarts de Claye par héritage de sa mère Jeanne Anjorrant. Celui-ci, calviniste, fixant sa résidence à Claye le culte réformé y est autorisé. À la suite de quelques infractions commises par ce seigneur et par un ministre nommé Billot, également calviniste, sur demande de l'évêque de Meaux Dominique de Ligny, un arrêt de 1662 supprime le prêche et interdit l'inhumation des calvinistes dans le cimetière de l'église.
En 1706, le prieur-curé de Claye, Gaillardon, écrit sur le registre paroissial « Le 25 janvier 1706 est mort dans la religion prétendue réformée Jacques Rossignol vigneron, lequel a été inhumé dans son jardin par son fils ». Le même registre indique que d'autres étaient inhumés dans un pré situé près de la fabrique d'impressions sur étoffes.
Le prieur cherchait à ramener les protestants dans la religion catholique : « Le 29 janvier 1706, Louis Poupart marchand demeurant dans la paroisse de Claie diocèse de Meaux, étant au lit malade et perclus de la moitié du corps après avoir plusieurs fois visité dans sa maladie par nous curé-prieur de Claie, de son propre mouvement ou plutôt touché par la grâce et la miséricorde de Dieu, nous a fait demander et appeler pour faire une abjuration entre nos mains et vivre et mourir dans l'Église apostolique catholique et romaine, reconnaissant que d'icelle Église, il n'y a point de salut, laquelle abjuration il a fait en présence de Isaac Poupart, son fils, Jacques Darvin, chirurgien et de Marie-Louise Debaix, jurant sur les saints Évangiles qu'il ne voulait point tenir d'autre doctrine que celle que nous enseigne la dite Église catholique apostolique et romaine, dans laquelle il proteste qu'il veut vivre et mourir. Et a promis ledit Louis Poupart de signer le présent acte aussitôt que Dieu lui aura rendu l'usage de ses membres. Ladite Marie-Louise a déclaré ne savoir écrire ».
Vers cette époque, il y avait à Claye une communauté de filles charitables qui recueillait les filles pauvres.
Après la révocation de l'édit de Nantes en 1685, les protestants de Claye sont persécutés par l'évêque Bossuet qui leur fait abjurer leur religion.
Les rois de France s'arrêtent plusieurs fois à Claye :
En 1642, Louis XIII prit son dîner à Claye.
Louis XIV y couche le 29 juin 1659, ainsi que 10 mai 1661. Le 18 juin 1665, il passa en revue ses gardes du corps dans la plaine près de Claye et s'y arrête de nouveau le 6 juin 1687.
Le 25 octobre 1686, la partie de la seigneurie de Claye provenant de Daniel Tissart est achetée à son fils Louis et sa sœur Charlotte par le duc du Nivernais Julien Mazarini-Mancini, neveu du cardinal Mazarin.
Jusqu'en 1711, l'autre portion de la seigneurie de Claye (un tiers environ incluant l'ancien château de Jean du Drac) appartient toujours aux Anjorrant jusqu'à août 1711, puis à la famille Ricouart d'Hérouville. En 1730, Jacques Antoine Ricouart d'Hérouville est seigneur de la mairie royale et haut Justicier.
Vers le milieu du XVIIIe siècle, Claye appartient à son fils Antoine Ricouart d'Hérouville (1713-1782), marquis d'Hérouville, lieutenant général des armées du Roi (fils donc de Jacques-Antoine (1682–1760), et petit-fils d'autre Antoine Ricouart d'Hérouville, né vers 1656 et † en 1726, qui acquit les seigneuries de Villeparisis et de Claye en partie,), et aux Mazarini-Nivernais qui se succèdent à Claye jusqu'au 16 décembre 1738, jour où l'une de leurs héritières, Adélaïde Mancini-Mazarini, apporte le château de Claye en mariage à Louis Melchior alias Louis-Héracle-Armand XXI de Polignac-Chalencon, marquis de Polignac et de Chalencon, baron de Lavoûte,, : ils se rendent peu à peu acquéreurs du village de Souilly, d'une ferme dite de Nantouillet sise sur le territoire et d'autres terres à Claye, Voisins et l'Arsilière (deux lieux-dits de Claye-Souilly).
Au milieu du XVIIIe siècle, on comptait à Claye près de 200 feux comptant et 700 à 800 habitants.
Souilly comptait alors 50 feux et 150 à 200 habitants.
Le fief de Claye, qui dépendait de la généralité de Paris, contenait deux bailliages :
- celui de Claye, qui dépendait de la prévôté du Châtelet de Paris ;
- celui de Souilly, qui comprenait les terres de Voisins et l'Arzillières (Larsilière, L'Arsilière), dépendait de la prévôté de Montjay[62].

Les deux seigneurs étaient chefs de la mairie royale et avaient droit de haute, moyenne et basse justice.
En 1739, la nouvelle route d'Allemagne est créée et passe par Claye. Toutes les habitations de la rue principale doivent être élargies. Un arrêt du conseil du roi de Louis XV du 17 juin 1721 prescrit diverses dispositions concernant l'élargissement et l'alignement des routes royales, la loi est mise en application et plusieurs maisons de la rue principale doivent être reculées. Les travaux commencés en 1754 se prolongent jusqu'en 1804. La plupart des maisons sont abattues puis reconstruites dans le bon alignement. Seul le duc de Polignac obtient par ordonnance royale du 9 janvier 1768 que les bâtiments qu'il a fait construire devant son château, et qui remplacent l'ancienne porte du château des Anjorrant, ne soient pas détruits.
La manufacture de toiles peintes Japuis fait son apparition en 1774, lorsque lorsque Jean-Baptiste Japuis, un coloriste badois, sollicite le Prince de Polignac qui leur donna l'autorisation de travailler dans les anciennes écuries, inoccupées, et près de l'Église.

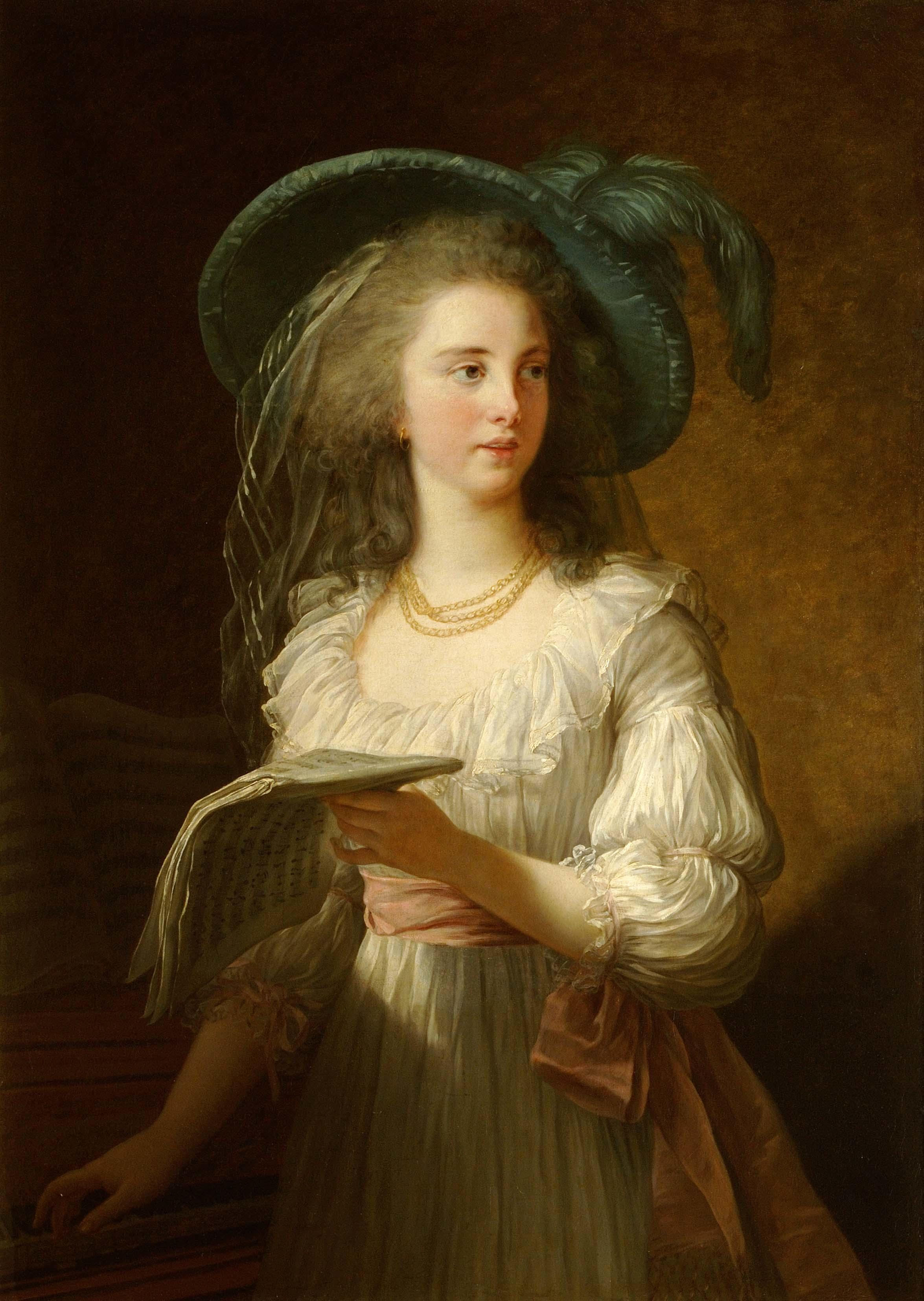
Gabrielle de Polastron épouse de Jules de Polignac dernier seigneur de Claye et de Souilly.

En 1782, à la mort du lieutenant général Antoine d'Hérouville, le vicomte Jules de Polignac devient propriétaire des trois châteaux de Claye. Ce sera le dernier seigneur de Claye. Il épouse le 7 juillet 1767, Gabrielle de Polastron. C'est une des beautés de la cour de Louis XVI. Elle n'a que 18 ans, et devient très vite une amie intime de Marie-Antoinette, sa confidente. Elle se voit confier l'éducation des enfants de France. Le vicomte Jules de Polignac devient duc héréditaire en 1780, directeur général des Postes et des haras, et premier écuyer de la Reine. Pour son rôle important auprès de la Reine, la duchesse touche des rentes et des pensions considérables, qui lui permettent de dépenser sans compter.
Le duc de Polignac fait raser les trois châteaux, ne laissant du troisième que les communs, une masure et un vieux colombier.
En 1787, il commence la construction d'un nouveau château, à l'emplacement de la maison bourgeoise des Hérouville. Ce château ne sera jamais terminé puisque sur ordre du roi et de la reine, le duc et la duchesse de Polignac quittent la France le 17 juillet 1789, après la prise de la Bastille, et partent pour Vienne où la duchesse meurt en 1793 à 44 ans, à l'annonce des malheurs de la famille royale. Le duc se retire alors en Russie où il reçoit de Catherine II de Russie une terre en Ukraine. Il meurt en Russie après un court séjour en France pendant la Restauration.
Toutefois, on y occupe beaucoup d'ouvriers, en 1788 et 1789. Lorsque la Révolution les interrompt, les gros murs sont établis, ainsi que la charpente et la couverture en ardoise, mais rien n'est véritablement achevé.
En 1793, tous les biens des Polignac sont confisqués, et le château est vendu en 1797 comme bien national à Marc Messier, fils d'un régisseur du château.
Pendant les guerres de la Révolution française les communes de Claye et de Souilly participent activement aux efforts de guerre. Les deux communes offrent à Convention nationale « 4 habits complets et 17 paires de souliers pour les défenseurs de la Patrie ».
Le 11 septembre 1792, la municipalité de Souilly arrête que le contingent fourni pour la défense de la Patrie serait de 11 hommes. Le 15 septembre, le conseil vote le don de 110 livres pour « leur aider à subsister à la défense de la Patrie ».
Sous la première Restauration, Jules de Polignac rentre en France et par jugement du 12 juillet 1814, il retrouve ses biens qui avaient été confisqués à la Révolution.
Le 28 mars 1814, lors de la campagne de France de 1814, Claye fut l'enjeu d'un combat entre les troupes françaises du général Compans et l'avant-garde de l'armée de Silésie du Général von Katzler.
En 1815, pendant les Cent-Jours, Claye eut à souffrir du passage des troupes alliées vainqueurs à Waterloo, qui avançaient vers Paris.
Après la seconde Restauration, l'un des fils de Jules de Polignac, autre Jules, seigneur de Claye et 3e duc de Polignac, fut ministre sous Charles X ; un autre, Melchior, sera gouverneur du château de Fontainebleau (et l'ancêtre paternel des Grimaldi de Monaco depuis Rainier III).
Souilly, ancien bourg avec une paroisse, est rattachée à Claye par une loi le 25 juillet 1839, malgré l'hostilité de ses habitants.
La manufacture des Japuis permis à la population de Claye-Souilly de passer de 878 habitants en 1800 à 1752 en 1866.
Lors de la guerre de 1870, les Allemands occupèrent le village et la région durant tout le temps que dura le siège de Paris. Ils pillèrent la plupart des maisons et en brûlèrent les portes et les fenêtres.

### Annexion de Souilly à Claye
En 1833, le conseil municipal de Claye demande l'annexion de la commune de Souilly. Commence alors une lutte entre les deux agglomérations qui va durer plusieurs années.
Par la loi du 25 juillet de 1839 qui devient effectif le 21 février 1840, la commune de Souilly est rattachée à la commune de Claye. La nouvelle commune prend le nom de Claye-Souilly et comprend plusieurs dépendances ou maisons isolées (Gros-Bois, la Rosée, Voisins).
Même si la loi du 25 juillet de 1839 semble définitive et sans appel, en 1848 Souilly demande à son tour la séparation des deux communes. Cependant, le conseil doit s'incliner devant une décision prise à l'unanimité. En effet, la plupart des propriétés composant le territoire de Souilly appartiennent à messieurs Hédouin, Leduc et Tartier, demeurant tous à Claye. Avec les années, la tension entre les deux localités ne cesse pas, le moindre incident servant de prétexte à une réclamation de la part de la commune annexée contre son gré.
Le 5 avril 1848, le conseil de Claye, bien décidé à en finir, s'exprime sur ce sujet et prend les décisions qui, pense-t-il, mettront fin à tous les problèmes. En cas de partition, Souilly devra supporter seule les conséquences de cette séparation, soit tous les frais concernant le plan d'alignement et la mise à jour de la matrice cadastrale, ainsi que tous les aménagements indispensables au développement et à l'évolution de la commune. Après cette délibération, il ne fut plus question pour Souilly de reprendre son indépendance.

### Chronologie de Claye-Souilly auXXesiècle
- 1914: fermeture de la Manufacture Japuis[67]
- 1936 : construction de la salle André-Malraux.
- 1959 : ouverture d'une salle polyvalente et d'un plateau d'évolution dans le parc Buffon.
- 1964 : inauguration de la Poste.
- 1968 : construction d'un CES et d'un gymnase.
- 1971 : construction de l'école de Bois-Fleuri.
- 1972 : inauguration du centre commercial Carrefour.
- 1977 : ouverture de la piscine.
- 1974 : les premiers habitants arrivent à Mauperthuis.
- 1979 : le collège des Tilleuls ouvre ses portes.
- 1979 : La bibliothèque municipale s'installe dans l'ancienne orangerie du château des Tourelles.
- 1979 : le centre de loisirs "les Lutins" ouvre ses portes.
- 1982 : ouverture du Conservatoire de musique, de chant et de danse.
- 1984 : création du lycée professionnel de Claye.
- 1991 : la maison de retraite du parc de Claye devient la résidence AGOS.
- 1992 : aménagement du parking de l'Abreuvoir.
- 1993 : inauguration de la médiathèque de l'Orangerie.
- 1996 : ouverture de la discothèque de la médiathèque de l'Orangerie.
- 1999 : jumelage avec la ville italienne de Soave.

## Politique et administration

### Rattachements administratifs et électoraux
La commune était intégrée depuis 1994 à l'arrondissement de Torcy, qui avait succédé à l'arrondissement de Noisiel du département de Seine-et-Marne.
Afin de faire coïncider les limites d'arrondissement et celles des intercommunalités, elle intègre le 1er janvier 2018 l'arrondissement de Meaux.
Pour l'élection des députés, elle fait partie depuis 1988 de la septième circonscription de Seine-et-Marne.
Elle était depuis 1793 le chef-lieu du canton de Claye-Souilly. Dans le cadre du redécoupage cantonal de 2014 en France, ce canton, dont la commune est désormais le bureau centralisateur, est modifié, passant de 6 à 30 communes.

### Intercommunalité
La ville était le siège de la Communauté de communes des Portes de la Brie, créée fin 2011.
Dans le cadre des prévisions du schéma départemental de coopération intercommunale (SDCI) arrêté le 22 décembre 2011 et modifié par les commissions départementales de la coopération intercommunale (CDCI) de mars et novembre 2012, cette intercommunalité a fusionné avec ses voisines pour former, le 1er juin 2013 la communauté de communes Plaines et Monts de France, dont n'est plus désormais membre la commune après son rattachement le 1er janvier 2016 à la Communauté d'Agglomération de Roissy Pays de France avec 16 autres communes de Seine et Marne (https://www.roissypaysdefrance.fr/L-Agglo).

### Tendances et résultats politiques

#### Élections présidentielles, résultats des deuxièmes tours
- Élection présidentielle de 2002 : 79,81 % pour Jacques Chirac (RPR), 20,19 % pour Jean-Marie Le Pen (FN), 81,78 % de participation[70].
- Élection présidentielle de 2007 : 64,34 % pour Nicolas Sarkozy (UMP), 35,66 % pour Ségolène Royal (PS), 87,27 % de participation[71].
- Élection présidentielle de 2012 : 59,52 % pour Nicolas Sarkozy (UMP), 40,48 % pour François Hollande (PS), 83,61 % de participation[72].
- Élection présidentielle de 2017 : 41,08 % pour Emmanuel Macron (REM), 26,50 % pour Marine Le Pen (FN), 76,58 % de participation[73].

#### Élections législatives, résultats des deuxièmes tours
- Élections législatives de 2002 : 64,57 % pour Charles Cova (UMP), 35,43 % pour Jean Paul Planchou(PS), 56,72 % de participation[74].
- Élections législatives de 2007 : 67,69 % pour Yves Albarello (UMP), 32,31 % pour Emeric Brehier (PS), 59,16 % de participation[75].
- Élections législatives de 2012 : 50,08 % pour Yves Albarello (UMP), 49,92 % pour Sophie Cerquiera (PS), 55,45 % de participation[76].
- Élections législatives de 2017 : 59,06 % pour Rodrigue Kokouendo (LREM), 40,94 % pour Béatrice Troussard (FN), 41,03 % de participation.

#### Élections européennes, résultats des deux meilleurs scores
- Élections européennes de 2004 : 22,01 % pour Harlem Désir (PS), 19,92 % pour Patrick Gaubert (UMP), 38,03 % de participation[77].
- Élections européennes de 2009 : 34,85 % pour Michel Barnier (UMP), 14,92 % pour Daniel Cohn-Bendit (Europe Écologie), 38,96 % de participation[78].
- Élections européennes de 2014 : 32,25 % pour Aymeric Chauprade (FN), 25,40 % pour Alain Lamassoure (UMP), 43,00 % de participation.
- Élections européennes de 2019 : 26,85 % pour Jordan Bardella (RN), 21,51 % pour Nathalie Loiseau (LREM), 50,39 % de participation.

#### Élections régionales, résultats des deux meilleurs scores
- Élections régionales de 2004 : 46,02 % pour Jean-François Copé (UMP), 39,68 % pour Jean-Paul Huchon (PS), 66,12 % de participation[79].
- Élections régionales de 2010 : 63,83 % pour Valérie Pécresse (UMP), 46,17 % pour Jean-Paul Huchon (PS), 47,73 % de participation[80].
- Élections régionales de 2015 : 48,24 % pour Valérie Pécresse (LR), 26,05 % pour Wallerand de Saint-Just (FN), 57,74 % de participation.

#### Élections cantonales et départementales, résultats des deuxièmes tours
- Élections cantonales de 2001 : données manquantes.
- Élections cantonales de 2008 : 46,47 % pour Julien Proffit (UMP), 42,92 % pour Michèle Pelabère (PS), 56,58 % de participation[81].
- Élections départementales de 2015 : 65,22 % pour Olivier Morin et Véronique Pasquier (UMP), 34,78 % pour Guy Lotte et Béatrice Troussard (FN), 48,01 % de participation.

#### Élections municipales, résultats des deuxièmes tours
- Élections municipales de 2008 : 68,87 % pour Yves Albarello (UMP) élu au premier tour, 31,13 % pour Yves Durand (PCF), 57,68 % de participation
- Élections municipales de 2014 : 72,14 % pour Yves Albarello (UMP) élu au premier tour, 27,85 % pour Renaud Hee (EELV), 60,55 % de participation.
- Élections municipales de 2020 : 52,31 % pour Jean-Luc Servières (DVC) élu au premier tour, 40,83 % pour Yves Albarello (LR), 48,37 % de participation.

### Liste des maires
| Période                                  | Période                   | Identité                | Étiquette            | Qualité |
| ---------------------------------------- | ------------------------- | ----------------------- | -------------------- | --- |
| Les données manquantes sont à compléter. |                           |                         |                      | |
| 1835                                     | 1852                      | Jules Botot             |                      | |
| mars 1856                                | avril 1859                | François Dufraigne      | Républicain          | |
| 11 mars 1900                             | 23 mai 1907               | Eugène Adrien Pelletier | Rad. soc.            | |
| Les données manquantes sont à compléter. |                           |                         |                      | |
| 19 mai 1912                              | 11 novembre 1921          | Victor Wavrin           |                      | |
| 1921                                     | 1932                      | Philippe Delabarre      | RRRS                 | Député (1928-1931) |
| 1932                                     | 1935                      | ? Eschalier             |                      | |
| 1925                                     | 1937                      | ? Benech                |                      | |
| 1937                                     | 1944                      | Clément Petit           |                      | |
| 1944                                     | mars 1959                 | André Benoît            |                      | |
| mars 1959                                | 1985                      | André Darfeuille        |                      | Médecin généraliste, maire honoraire |
| 1985                                     | mars 1989                 | Bernard Letellier       | UDF                  | Retraité |
| mars 1989                                | mai 2020                  | Yves Albarello          | RPR puis UMP puis LR | Directeur administratif et financier Conseiller régional d'Île-de-France (1998 → 2007) Député de la 7e circonscription de Seine-et-Marne (2007 → 2017) Réélu en 1995, 2001, 2008 et 2014 |
| mai 2020                                 | En cours (au 28 mai 2020) | Jean-Luc Servières      | DVC                  | Chef d’exploitation Vice-président de la CA Roissy Pays de France (2020 → ) |

### Distinctions et labels
Claye-Souilly a obtenu en 2013 sa 4e fleur au concours des villes et villages fleuris.

### Jumelages
Au 22 mai 2013, Claye-Souilly est jumelée avec :
- Soave (Italie) depuis 1999.

Il s'agit d'une cité médiévale de 6 562 habitants en octobre 2001, située entre Venise et Vérone dans le Nord de l’Italie. Les deux villes ont fêté les dix ans de jumelage les 30, 31 mai et le 1er juin 2009. Ce jumelage a favorisé des échanges culturels franco-italiens. Dès le début de 2003, des contacts et des correspondances ont été entrepris entre les jeunes de l'Instituto Comprensivo de Soave et des élèves de troisième du collège des Tilleuls. Ces échanges scolaires se sont concrétisés par la venue d'Italiens à Claye-Souilly au mois d'avril 2003 et par le départ d'élèves Clayois pour Soave au mois de mai 2003.

## Population et société

### Démographie

#### Évolution démographique
L'évolution du nombre d'habitants est connue à travers les recensements de la population effectués dans la commune depuis 1793. Pour les communes de plus de 10 000 habitants les recensements ont lieu chaque année à la suite d'une enquête par sondage auprès d'un échantillon d'adresses représentant 8 % de leurs logements, contrairement aux autres communes qui ont un recensement réel tous les cinq ans,.

En 2022, la commune comptait 12 381 habitants, en évolution de −0,1 % par rapport à 2016 (Seine-et-Marne : +3,92 %, France hors Mayotte : +2,11 %).
| 1793 | 1800 | 1806 | 1821 | 1831  | 1836  | 1841  | 1846  | 1851  |
| ---- | ---- | ---- | ---- | ----- | ----- | ----- | ----- | ----- |
| 810  | 878  | 941  | 976  | 1 108 | 1 132 | 1 499 | 1 495 | 1 449 |

| 1856  | 1861  | 1866  | 1872  | 1876  | 1881  | 1886  | 1891  | 1896  |
| ----- | ----- | ----- | ----- | ----- | ----- | ----- | ----- | ----- |
| 1 487 | 1 607 | 1 752 | 1 684 | 1 667 | 1 902 | 1 880 | 1 936 | 1 939 |

| 1901  | 1906  | 1911  | 1921  | 1926  | 1931  | 1936  | 1946  | 1954  |
| ----- | ----- | ----- | ----- | ----- | ----- | ----- | ----- | ----- |
| 1 851 | 1 828 | 1 919 | 1 826 | 1 994 | 2 129 | 2 030 | 2 043 | 2 456 |

| 1962  | 1968  | 1975  | 1982  | 1990  | 1999   | 2006   | 2011   | 2016   |
| ----- | ----- | ----- | ----- | ----- | ------ | ------ | ------ | ------ |
| 3 220 | 4 363 | 5 735 | 8 152 | 9 740 | 10 152 | 11 086 | 11 122 | 12 394 |

| 2021   | 2022   | - | - | - | - | - | - | - |
| ------ | ------ | - | - | - | - | - | - | - |
| 12 282 | 12 381 | - | - | - | - | - | - | - |

La population (11 751 habitants) est supérieure à la moyenne départementale (2 508 habitants) mais Claye-Souilly ne se classe qu'à la 29e place des villes les plus peuplées de Seine-et-Marne. La densité, (746 habitant/km²) est beaucoup plus élevée que celle du département (218 habitant/km²).
La population communale n'a cessé d'augmenter depuis plus d'un demi-siècle, profitant d'une situation exceptionnelle et cette situation ne devrait pas s'arrêter, notamment grâce aux nouveaux programmes de logements collectifs ou individuels à l'étude ou en construction.
C'est surtout durant les années 1970 aux années 1990 que Claye-Souilly a le plus vu sa population augmenter. Durant ces années, le taux d'augmentation annuelle de la population dépassait les 5 %. L'augmentation de la population est essentiellement due à un apport migratoire favorisé par des programmes de construction d’habitations individuelles jusque dans les années 1990, années où les élus ont souhaité une pause qui a provoqué une diminution des flux migratoires.
Alors qu’en 1975, les deux tiers de la population communale étaient âgés de moins de 40 ans, progressivement les personnes âgées de 40 à 60 ans ont vu leur nombre considérablement augmenter. Cette donnée confrontée à un taux notoire de renouvellement, laisse supposer qu’une part de la population qui reste à Claye est arrivée jeune ménage et a conservé son logement certes, mais surtout d’autre part, qu’en cas de renouvellement sur ces logements, ce ne sont pas des jeunes ménages qui arrivent mais au contraire des gens d’environ 40 ans.

#### Pyramide des âges
En 2018, le taux de personnes d'un âge inférieur à 30 ans s'élève à 37,0 %, soit en dessous de la moyenne départementale (39,6 %). À l'inverse, le taux de personnes d'âge supérieur à 60 ans est de 23,6 % la même année, alors qu'il est de 19,9 % au niveau départemental.
En 2018, la commune comptait 5 902 hommes pour 6 362 femmes, soit un taux de 51,88 % de femmes, légèrement supérieur au taux départemental (51,31 %).
Les pyramides des âges de la commune et du département s'établissent comme suit.
| Hommes | Classe d’âge | Femmes |
| ------ | ------------ | ------ |
| 0,4    | 90 ou +      | 1,4    |
| 5,1    | 75-89 ans    | 7,3    |
| 15,6   | 60-74 ans    | 17,1   |
| 19,8   | 45-59 ans    | 19,9   |
| 20,1   | 30-44 ans    | 19,2   |
| 19,5   | 15-29 ans    | 17,7   |
| 19,5   | 0-14 ans     | 17,3   |

| Hommes | Classe d’âge | Femmes |
| ------ | ------------ | ------ |
| 0,4    | 90 ou +      | 1,2    |
| 4,9    | 75-89 ans    | 6,5    |
| 13,6   | 60-74 ans    | 14,3   |
| 20,2   | 45-59 ans    | 19,8   |
| 20,1   | 30-44 ans    | 20,6   |
| 19,2   | 15-29 ans    | 17,9   |
| 21,7   | 0-14 ans     | 19,7   |

#### Niveau d'études en 2007
Le niveau d'éducation à Claye-Souilly est plus élevé que dans le reste du département de Seine-et-Marne. En effet, il apparaît que seulement 16,6 % de la population n'est titulaire d'aucun diplôme, chiffre moins important que sur l'ensemble du département (18,5 %). À l'inverse, la part dans la population totale des titulaires de diplômes de niveau Bac+2 ou supérieur est, dans la commune, de 24,1 % contre 22,9 % dans le département.
| Diplôme le plus élevé de la population non scolarisée de 15 ans ou plus selon le sexe en 2007. |          |       |       |
|                                                                                                | Ensemble | Homme | Femme |
| Population non scolarisée de 15 ans ou plus                                                    | 8064     | 3888  | 4176  |
| Part des titulaires en %                                                                       |          |       |       |
| - d'aucun diplôme                                                                              | 16,6     | 16,1  | 17,0  |
| - du certificat d'études primaires                                                             | 9,8      | 7,4   | 12,0  |
| - du BEPC, brevet des collèges                                                                 | 7,2      | 6,2   | 8,2   |
| - d'un CAP ou d'un BEP                                                                         | 23,3     | 27,3  | 19,5  |
| - d'un baccalauréat ou d'un brevet professionnel                                               | 19,0     | 19,8  | 18,3  |
| - d'un diplôme de niveau bac + 2                                                               | 13,4     | 12,3  | 14,4  |
| - d'un diplôme de niveau supérieur à bac + 2                                                   | 10,7     | 11,0  | 10,4  |

### Enseignement
Claye-Souilly est rattachée à l'académie de Créteil.
Les établissements scolaires suivants se trouvent[Quand ?] à Claye-Souilly[réf. nécessaire] :
- 6 écoles maternelles ou primaires :
  - École maternelle Grandchamp
  - Groupe scolaire Maryse-Bastié (maternelle et élémentaire),
  - Groupe scolaire Mauperthuis (maternelle et élémentaire),
  - École Eugène-Varlin
  - École de Bois-Fleuri,
  - École maternelle du Centre.
- 2 collèges :
  - Collège des Tilleuls,
  - Collège du Parc des Tourelles.
- 1 lycée professionnel
  - Lycée du Champ-de-Claye.

### Équipements culturels
L'espace André-Malraux, doté de 300 places, accueille divers représentations (représentations théâtrales, soirées concerts, conférences, variétés…). Il est parrainé par l'humoriste Guy Montagné et il a déjà reçu des artistes de renom tels que Serge Lama, Édouard Baer, Olivia Ruiz, Clarika, Berry, Jean-Luc Lemoine, Stéphane Guillon ou encore Rose.

### Santé
La commune ne dispose pas d’établissement de santé sur son territoire mais deux hôpitaux et une clinique privée sont à proximité à Lagny-sur-Marne, Mitry-Mory et Brou-sur-Chantereine. Dix-neuf médecins et sept chirurgiens-dentistes exercent[Quand ?] sur la commune, et quatre pharmacies sont[Quand ?] implantées sur son territoire[réf. nécessaire].

### Autres services publics
En dehors des services et infrastructures dépendants de la mairie, la ville dispose[Quand ?] d’un bureau de Poste, d'un centre de tri postal et d'une caserne de pompiers, la caserne de gendarmerie ayant fermée fin 2007, une crèche intercommunale devrait voir le jour dans les anciens locaux de la caserne.

### Sports
Il existe[Quand ?] des activités sportives très diverses à Claye-Souilly : le handball, le basket-ball, le tennis, le judo, le karaté, le tir à l'arc, le badminton, la boxe thaïlandaise, la natation, l'équitation, le Viet Vo Dao, la pétanque, la gymnastique etc.
Le club de football communal a été créé en 1931. C'est surtout dans les années 1960 que le club a évolué grâce à la municipalité conduite par le docteur Darfeuille, qui a fait agrandir le stade, construire une tribune de 300 places avec douches et vestiaires, ce qui a permis d'accueillir un plus grand nombre de joueurs. Sur le plan sportif, la saison 1965-1966 fut une saison particulièrement brillante pour le club clayois qui remporta la coupe de Seine-et-Marne. La même année, il remporte le championnat de Paris de toute la première division, soit 96 équipes sur le terrain de Neuilly-sur-Seine et accède ainsi à la promotion d'honneur en 1967. En 1998, Christophe Tallis succède à Bruno Albarello, qui est resté 36 ans au poste de président. Le club remporte la coupe de Seine-et-Marne Nord lors de la saison 2001-2002 et il remporte le championnat d'excellence départemental nord lors de la saison 2003-2004. Le club compte actuellement[Quand ?] environ 500 licenciés et 25 équipes. La première équipe évolue en promotion d'honneur pendant la saison 2011/2012. Doté d'un nouveau terrain synthétique, le stade Clément-Petit offre un endroit idéal pour la pratique du football, en novembre 2016 l'équipe seniors atteint pour la première fois de son histoire le 7e tour de la coupe de France.
En 2008, le Claye-Souilly Judo 77 (CSJ77) a fêté ses 40 ans d'existence. Ce club fut créé en décembre 1968 par Gaston Villeneuve (professeur de mathématiques au collège des Tourelles) au sein du célèbre CSSS Claye-Souilly Sauter Sportif.
En 1996, une section sport adapté vit le jour, le CSJ 77 fut le premier de la ville à ouvrir ses portes à un public présentant des troubles cognitifs et physiques.
Le 18 novembre 2011, en donnant son nom à la salle polyvalente David Douillet ministre des Sports quadruple champion du monde et double médaillé olympique a accepté la demande du député-maire Yves Albarello et exaucé le vœu du président du club.
Le Full Sambo Evolution de Claye-Souilly fait partie des clubs de sambo les plus performants de France. Il a été créé en 1999 par Bruno Schmitt, un membre de l'équipe de France.
En 2013, lors des championnats de France de cette discipline, organisés à Claye-Souilly, le Full Sambo Evolution rafle 17 médailles d'or et permet à la région Île-de-France de se classer 1re région de France.
La ville possède[Quand ?] de nombreuses installations sportives : le stade Clément-Petit, trois gymnases (le gymnase des Tourelles, le gymnase des Tilleuls, le gymnase Henri-Loison), la piscine intercommunale et le boulodrome[réf. nécessaire].
Parmi les sportifs clayois, l'on peut citer Frédéric Déhu, footballeur professionnel de 1992 à 2005 (RC Lens, FC Barcelone, Paris SG, O. de Marseille et Levante (Espagne)), également appelé en équipe de France entre 1998 et 2002 (5 sélections) et Lionel Mathis, footballeur professionnel depuis 2000 (AJ Auxerre, FC Sochaux et aujourd'hui EA Guingamp).
En 1998, les arbitres de la Coupe du Monde de football se sont entraînés dans le stade Clément-Petit. Ils étaient 67 au total, représentant 52 nations.

## Économie
En 2010, Claye-Souilly est intégrée par l’Insee au bassin d'emploi de Saint-Denis qui regroupait en 2007 plus d' 1 196 246 habitants, les Clayois représentant 0,9 % du total. Plus de 400 entreprises sont installées[Quand ?] à Claye-Souilly[réf. nécessaire].
Parallèlement à sa croissance démographique, la commune a su conduire un développement économique moderne lui permettant de passer du bourg rural du XIXe siècle à une ville du XXIe[réf. nécessaire].
Au niveau local, la ville est perçue comme le premier centre urbain après l'agglomération parisienne[réf. nécessaire]. Les nombreuses routes départementales permettent aux villages voisins d'être reliés à cette ville particulièrement bien nantie en matière de commerces, services, emplois.

### Entreprises et services
Le nombre total d'établissements est d'environ 555 (en décembre 2004)[réf. nécessaire]. Le nombre de créations d'entreprises[Quand ?] est de 67, plaçant Claye-Souilly au 735e rang national. Les établissements de l'industrie agricole et alimentaire représentent 1,4 % du nombre total d'entreprises avec un nombre de huit établissements, les industries des biens de consommation représentent 2,5 % avec quatorze établissements, les industries automobiles comptent une seule entreprise, les industries des biens d'équipement représentent une part de 1,6 % avec neuf entreprises. L'industrie des biens intermédiaires comporte vingt-et-une entreprises soit 3,8 %, l'énergie s'élève à 0,4 % avec deux entreprises, la construction avec ses cinquante-sept entreprises représente 10,3 %, le commerce ne représente pas moins de 35,9 % du nombre total d'entreprises avec cent quatre-vingt-dix-neuf établissements, le transport comprend trente établissements soit 5,4 %.
Les activités immobilières totalisent dix-huit entreprises soit 3,2 %, les services aux entreprises représentent 13,3 % avec centre soixante-quatorze établissements, les services aux particuliers comprennent soixante-sept entreprises soit 12,1 % et enfin pour ce qui touche au dernier type d'établissement à savoir l'éducation, la santé et l'action sociale, on dénombre cinquante-cinq entreprises soit 9,9 % du nombre d'établissements total[réf. nécessaire].
La disparition progressive des commerces de bouche au profit de commerces et d'activités de service (optique, agences immobilières...) est une question périodiquement soulevée[réf. nécessaire].

Le centre commercial « Les Sentiers de Claye-Souilly » : mur végétal.

La zone commerciale de Claye-Souilly comprend le centre commercial et des dizaines d'autres magasins. C'est la deuxième zone commerciale[Quand ?] de l'Est parisien[réf. nécessaire]. Elle couvre une zone de chalandise de 600 000 habitants et accueille 9 millions de visiteurs annuellement[réf. nécessaire]. On y trouve aussi un centre de tri postal[réf. nécessaire].
Le centre commercial « Les Sentiers de Claye-Souilly » a ouvert ses portes en 1992 avec près de 80 enseignes, il dispose d'un des plus puissants hypermarché Carrefour de France[réf. nécessaire]. Il appartient au groupe Klépierre Ségécé. Le centre commercial est en extension en 2012, cette opération de rénovation et de modernisation a créé une nouvelle allée commerciale soit 13 000 m2 de surface supplémentaire et une cinquantaine de nouvelles boutiques[réf. nécessaire].
En mars 2021, le centre commercial Shopping Promenade ouvre ses portes. Ce retail park de 46 000 m2 comporte 40 magasins, 15 restaurants, 11 salles de loisirs et services. La ville est désormais dotée d'un cinéma avec l'arrivée de ce centre commercial.

### Revenus de la population
Le revenu moyen net par ménage est de[Quand ?] 3 464 euros par mois[réf. nécessaire]. Claye-Souilly se place à la 1774e place (sur 36 717) au niveau national.

### Emplois et activité économique clayoise
Forte d'environ 400 entreprises[Passage problématique], Claye-Souilly offre un nombre élevé d'emplois par rapport à sa population (environ 5 000 pour un peu plus de 11 000 habitants)[réf. nécessaire]. Ces emplois se caractérisent par leur grande variété[réf. nécessaire].
Le pôle commercial au nord-ouest de la ville est le plus grand pourvoyeur d'emploi. Le centre carrefour emploie à lui seul environ 700 personnes, auxquelles il faut ajouter 700 autres personnes travaillant dans la galerie du centre commercial. Les autres grands centres du pôle, comme Castorama, Décathlon ou Boulanger offrent 400 emplois sans compter le nombre considérable de petites enseignes (de 150 à 200) qui emploient chacune 3 à 10 personnes[réf. nécessaire].
Outre la zone commerciale, Claye-Souilly offre de nombreux emplois communaux ou d'emplois dans la fonction publique dus notamment au nombre élevé d'administrations présentes dans la ville, ce qui constitue un gisement important d'emploi qui, même s’il est peu ouvert, participe à l’économie locale indirecte[réf. nécessaire].

### Emploi des habitants
En 2007, la population active comptait 7 824 personnes soit un taux d'activité de 79,1 %. Parmi celles-ci, 5 692 avaient un emploi, soit un taux d'emploi de 72,7 % et 497 étaient en chômage, soit un taux de chômage de 8,0 %, légèrement inférieur au taux national (8,3 %). Parmi les personnes ayant un emploi, près de la moitié (53,08 %) travaillaient dans un autre département francilien et seulement 22,9 % dans la commune et 22,9 % également dans une autre commune de Seine-et-Marne.
| Répartition des emplois par catégorie socioprofessionnelle en 2007. |              |                                           |                                                   |                            |                                               |          |
|                                                                     | Agriculteurs | Artisans, commerçants, chefs d’entreprise | Cadres et professions intellectuelles supérieures | Professions intermédiaires | Employés                                      | Ouvriers |
| Claye-Souilly                                                       | 0,1 %        | 3,8 %                                     | 9,5 %                                             | 23,8 %                     | 37,5 %                                        | 25,2 %   |
| Moyenne nationale                                                   | 2,2 %        | 6,0 %                                     | 15,4 %                                            | 24,6 %                     | 28,7 %                                        | 23,2 %   |
| Répartition des emplois par secteur d'activité en 2007.             |              |                                           |                                                   |                            |                                               |          |
|                                                                     | Agriculture  | Industrie                                 | Construction                                      | Commerce                   | Administration publique, enseignement, santé. |          |
| Claye-Souilly                                                       | 0,2 %        | 16,2 %                                    | 3,8 %                                             | 58,6 %                     | 21,2 %                                        |          |
| Moyenne nationale                                                   | 3,5 %        | 15,2 %                                    | 6,4 %                                             | 13,3 %                     | 13,3 %                                        |          |

| Chômage des 15-64 ans en 1999 et en 2007. |      |      |
|                                           | 2007 | 1999 |
| Nombre de chômeurs                        | 497  | 399  |
| Taux de chômage en %                      | 8,0  | 7,5  |
| Taux de chômage des hommes en %           | 7,6  | 6,9  |
| Taux de chômage des femmes en %           | 8,5  | 8,2  |
| Part des femmes parmi les chômeurs en %   | 50,4 | 50,1 |

## Culture locale et patrimoine

### Lieux et monuments
- Le château des Tourelles, qui est l'actuelle[Quand ?] mairie de Claye-Souilly, a été construit vers 1850 dans une partie du parc des Polignac. En effet, la propriété de la duchesse Melchior de Polignac est fractionnée et vendue vers 1830. Une partie est achetée par Jules Botot (maire et conseiller général de 1833 à 1848, désigné par le roi Louis-Philippe et non pas élu). Après la révolution de 1848, la propriété est de nouveau morcelée. Philéas Bernard achète une partie de cette propriété.

Le château appartient ensuite vers 1900 à P. F. Languet, ensuite Mmes Dedobourg et Baron et en 1920 aux héritiers Verhnes (café liqueurs en gros de Paris). Au début du XXe siècle, un grand nombre de domestiques est employé à l'entretien du château, car ce dernier est très bien agencé et les dépendances demandent un soin constant.
Pendant la Première Guerre mondiale, le château des Tourelles a servi de quartier général au général Maunoury, commandant de la 6e Armée lors de la bataille de la Marne du 6 au 10 septembre 1914. Pendant la Seconde Guerre mondiale, le château est réquisitionné dès le début de l'invasion des troupes allemandes. Il est rendu au gouvernement de Vichy. À la fin de la guerre, il devient un des sièges du Secours national. Des enfants de Paris y seront abrités afin d'échapper aux bombardements. En 1955, la déviation de la Nationale 3 coupe la propriété en deux. Le château est transformé de 1957 à 1961 en cours complémentaire avant de devenir l'actuel hôtel de ville de Claye-Souilly.

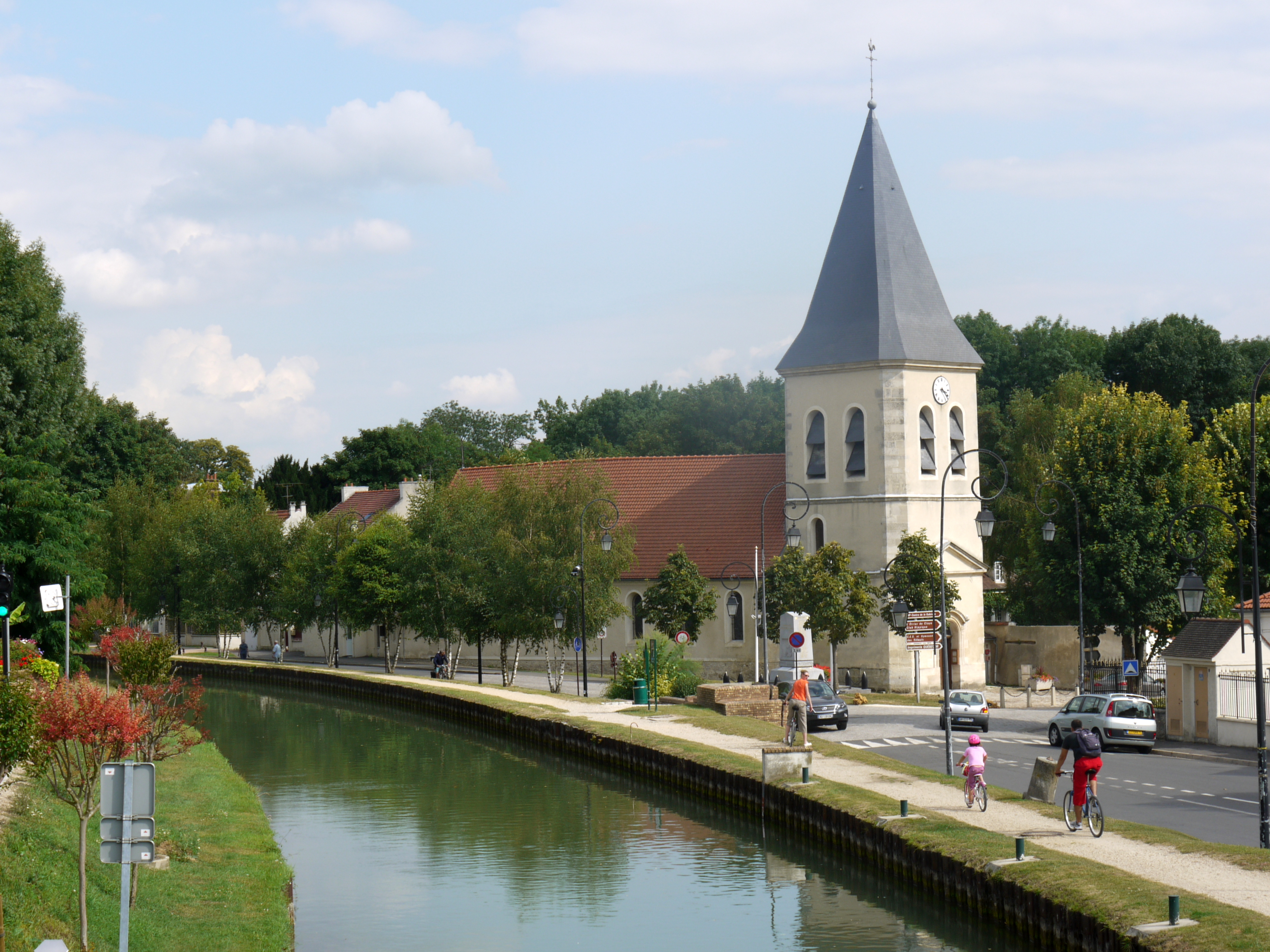
L'église et le canal de l'Ourcq.

- L'église Saint-Étienne fut reconstruite au XVIIe siècle. Elle reste le plus important vestige du passé de Claye-Souilly. Elle présente une seule nef, à voûtes légères, en berceau, avec des poutres apparentes (autrefois colorées de vert et de rouge) et possède des fenêtres en plein cintre. Un retable, aux colonnes corinthiennes entoure le maître-autel que domine un tableau représentant la Sainte Famille d'après l’œuvre de Raphaël conservée au Louvre. La nef est entièrement habillée de boiseries sobres ; dans l'entrée, la chaire où Bossuet [?] est en chêne sculpté, elle est ornée de rayons dorés, marque de la dépendance de l'église vis-à-vis de l'abbaye de Chaage-de-Meaux.

### Personnalités liées à la commune
- Michel-René Maupetit (1742-1831), agronome, homme politique né à Claye, député de la Mayenne au Conseil des Anciens.
- Eugène Varlin : né à Claye en 1839, un an avant le rattachement de Souilly à Claye. Il était membre de l'Association internationale des travailleurs, opposant syndicaliste au Second Empire et membre du Conseil de la Commune de Paris. Fusillé pendant la Semaine sanglante.
- Le maréchal Joffre[réf. nécessaire].
- Michel Joseph Maunoury (1847-1923), général ayant installé son quartier général dans l'hôtel de ville lors de la Première Guerre mondiale[100].
- Jean Robic, champion cycliste, y est décédé en 1980 d'un accident de la route.
- Frédéric Déhu, ancien footballeur professionnel.
- Famille Japuis, propriétaire de la Manufacture qui permit un développement économique de la commune au XIXe siècle.

### Claye-Souilly dans les arts
En 1952, certaines scènes du célèbre film Casque d'Or, de Jacques Becker, ont été tournées au château de Claye, aujourd'hui détruit[réf. nécessaire].

### Héraldique
|  | Les armes de la ville se blasonnent ainsi : d’azur aux trois lys de jardin d’or tigés et feuillés de sinople. |